# Division d'Honneur 1927-1928
La Division d'Honneur 1927-1928 è stata la 28ª edizione della massima serie del campionato belga di calcio disputata tra il settembre 1927 e il 1º luglio 1928 e conclusa con la vittoria del Beerschot AC, al suo quinto titolo.
Capocannoniere del torneo fu Raymond Braine (Beerschot AC), con 35 reti.

## Formula
Come nella stagione precedente le squadre partecipanti furono 14 e disputarono un turno di andata e ritorno per un totale di 26 partite.
Le ultime due classificate retrocedettero in Division 1.

## Squadre
| Squadra                  | Città        | Stadio | Stagione 1926-1927  |
| ------------------------ | ------------ | ------ | ------------------- |
| Standard Liegi           | Liegi        |        | 3°                  |
| Berchem Sport            | Anversa      |        | 5°                  |
| Racing Club de Bruxelles | Uccle        |        | 12°                 |
| RC Malines               | Malines      |        | 10°                 |
| RFC Brugeois             | Bruges       |        | 8°                  |
| Beerschot AC             | Anversa      |        | 2°                  |
| RCS Brugeois             | Bruges       |        | Campione del Belgio |
| Anversa                  | Anversa      |        | 11°                 |
| Union Saint-Gilloise     | Saint-Gilles |        | 6°                  |
| Daring Club de Bruxelles | Bruxelles    |        | 4°                  |
| ARA La Gantoise          | Gand         |        | 9°                  |
| SC Anderlechtois         | Anderlecht   |        | Promotion           |
| RRC de Gand              | Gand         |        | 7°                  |
| Liersche SK              | Lier         |        | Promotion           |

## Classifica finale
|                   | Pos. | Squadra                     | Pt | G  | V  | N | P  | GF | GS | DR  |
| ----------------- | ---- | --------------------------- | -- | -- | -- | - | -- | -- | -- | --- |
| Belgio (bandiera) | 1.   | R. Beerschot AC             | 48 | 26 | 23 | 2 | 1  | 85 | 26 | +59 |
|                   | 2.   | Standard Liegi              | 37 | 26 | 17 | 3 | 6  | 90 | 55 | +35 |
|                   | 3.   | RCS Brugeois                | 34 | 26 | 16 | 2 | 8  | 69 | 55 | +14 |
|                   | 4.   | Berchem Sport               | 27 | 26 | 12 | 3 | 11 | 49 | 45 | +4  |
|                   | 5.   | Liersche SK                 | 26 | 26 | 12 | 2 | 12 | 48 | 54 | -6  |
|                   | 6.   | ARA La Gantoise             | 24 | 26 | 10 | 4 | 12 | 59 | 58 | +1  |
|                   | 7.   | Anversa                     | 24 | 26 | 9  | 6 | 11 | 52 | 64 | -12 |
|                   | 8.   | Union Royale Saint-Gilloise | 23 | 26 | 10 | 3 | 13 | 46 | 54 | -8  |
|                   | 9.   | RRC de Gand                 | 23 | 26 | 10 | 3 | 13 | 49 | 60 | -11 |
|                   | 10.  | RC Malines                  | 22 | 26 | 10 | 2 | 14 | 61 | 65 | -4  |
|                   | 11.  | Daring Club de Bruxelles SR | 22 | 26 | 8  | 6 | 12 | 44 | 58 | -14 |
|                   | 12.  | Racing Club de Bruxelles    | 22 | 26 | 8  | 6 | 12 | 53 | 58 | -5  |
|                   | 13.  | RFC Brugeois                | 22 | 26 | 9  | 4 | 13 | 43 | 59 | -16 |
|                   | 14.  | SC Anderlechtois            | 10 | 26 | 4  | 2 | 20 | 46 | 82 | -36 |

Legenda:

      Campione del Belgio
      Retrocesso in Division 1
Note:

Due punti a vittoria, uno a pareggio, zero a sconfitta.

### Verdetti
- R. Beerschot AC campione del Belgio 1927-28.
- RFC Brugeois e SC Anderlechtois retrocesse in Division 1.